# 帕良查克拉區
帕良查克拉區（西班牙語：Distrito de Pallanchacra），是秘魯的一個區，位於該國中部帕斯科大區的帕斯科省，始建於1959年11月14日，面積73.69平方公里，海拔高度3,115米，2005年人口2,902，人口密度每平方公里39人。